# Goran Skrobonja
Goran Skrobonja (cyrillique serbe: Горан Скробоња, né le 28 mars 1962, à Belgrade) est un scénariste de bande-dessinée serbe.

## Publications
- La Roue, dessin de Dražen Kovačević, Glénat

1. La prophétie de Korot, 2001[1]..
2. Les 7 combattants de Korot I, 2002
3. Les 7 combattants de Korot II, 2003.
4. Les 7 combattants de Korot III, 2005.